# Озеро Зимы
О́зеро Зимы́ (лат. Lacus Hiemalis) — относительно небольшое лунное море, расположенное в северо-западной части видимой стороны Луны, на территории Земли Снегов (лат. Terra Nivium). Селенографические координаты объекта — 15°00′ с. ш. 14°00′ в. д. / 15,0° с. ш. 14,0° в. д., диаметр составляет 50 км.